# Гегакустенбрун
Міст Гегакустенбрун (швед. Högakustenbron) — висячий міст в Швеції на маршруті Е04, що перетинає річку Онгерманельвен біля гирла. Розташований в лені Вестерноррланд.

## Ресурси Інтернету
- The official website of the High Coast Bridge [Архівовано 31 серпня 2009 у Wayback Machine.]
- Höga Kusten Bridge в базі Structurae